# Fredrick Y. Smith
Pour les articles homonymes, voir Smith.
Fredrick Y. Smith, né le 23 septembre 1903 à Chicago (Illinois) et mort le 18 janvier 1991 à Los Angeles (Californie), est un monteur américain (membre fondateur de l'ACE), parfois crédité Frederick Y. Smith ou F. Y. Smith.

## Biographie
Assistant monteur à la First National Pictures (puis Warner Bros.) vers la fin des années 1920, Fredrick Y. Smith devient monteur à part entière sur trois films américains sortis en 1930, dont Vingt et un ans de William A. Seiter. Après douze courts métrages de la série documentaire cinématographique How I Play Golf sortis en 1931, il séjourne en Angleterre (passant aussi par Paris et Berlin) où il monte six films britanniques produits par la Gaumont British Picture Corporation, sortis entre 1932 et 1934, dont Tessa, la nymphe au cœur fidèle (1933) de Basil Dean.
De retour aux États-Unis en 1935, il intègre cette même année la Metro-Goldwyn-Mayer au sein de laquelle il est monteur jusqu'en 1953. Parmi ses films américains notables de cette période, mentionnons Une fine mouche de Jack Conway (1936), Débuts à Broadway de Busby Berkeley (1941), La Dynastie des Forsyte de Compton Bennett (1949), ou encore Une fois n'engage à rien de Don Weis (1952).
Puis il monte encore quelques films jusqu'en 1961, année de sortie des deux derniers (sur une soixantaine en tout), dont All Hands on Deck de Norman Taurog, produit par la 20th Century Fox.
Il est également monteur à la télévision américaine sur quatre séries entre 1958 et 1964 (année où il se retire), dont The Donna Reed Show (dix-huit épisodes, 1958-1962) et Hong Kong (un épisode, 1961).
En 1950, il est l'un des membres fondateurs de l'American Cinema Editors (ACE), dont il est vice-président (1951-1953) et président (à deux reprises, en 1953 et 1960).
Fredrick Y. Smith meurt à 87 ans, en 1991. 

## Filmographie partielle

### Cinéma

#### Période américaine (1930-1931/1935-1961)
- 1930 : Sweet Mama d'Edward F. Cline
- 1930 : Vingt-et-un ans (The Truth About Youth) de William A. Seiter
- 1936 : Une femme qui tombe du ciel (Petticoat Fever) de George Fitzmaurice
- 1936 : Une fine mouche (Libeled Lady) de Jack Conway
- 1936 : Les Poupées du diable (The Devil-Doll) de Tod Browning
- 1937 : La Grande Ville (Big City) de Frank Borzage
- 1937 : La Vie privée du tribun (Parnell) de John M. Stahl
- 1937 : Mannequin de Frank Borzage
- 1938 : Nanette a trois amours (Three Loves Has Nancy) de Richard Thorpe
- 1938 : Règlement de comptes (Fast Company) d'Edward Buzzell
- 1938 : Coup de théâtre (Dramatic School) de Robert B. Sinclair
- 1938 : Port of Seven Seas de James Whale
- 1939 : Nick joue et gagne (Another Thin Man) de W. S. Van Dyke
- 1939 : Maisie d'Edwin L. Marin
- 1939 : Miracles à vendre (Miracles for Sale) de Tod Browning
- 1940 : La Vie de Thomas Edison (Edison, the Man) de Clarence Brown
- 1940 : Little Nellie Kelly de Norman Taurog
- 1941 : Des hommes vivront (Men of Boys Town) de Norman Taurog
- 1941 : Débuts à Broadway (Babes on Broadway) de Busby Berkeley
- 1941 : Divorce en musique (Lady Be Good) de Norman Z. McLeod
- 1942 : Tondelayo (White Cargo) de Richard Thorpe
- 1948 : Le Pays secret (The Secret Land) d'Orville O. Dull (en) (documentaire)
- 1949 : La Dynastie des Forsyte (That Forsyte Woman) de Compton Bennett
- 1950 : Le Chevalier de Bacchus (The Big Hangover) de Norman Krasna
- 1950 : La Dame sans passeport (A Lady Without Passport) de Joseph H. Lewis
- 1951 : J'épouse mon mari (Grounds for Marriage) de Robert Z. Leonard
- 1952 : Un garçon entreprenant (Young Man with Ideas) de Mitchell Leisen
- 1952 : Holiday for Sinners de Gerald Mayer
- 1952 : Une fois n'engage à rien (Just This One) de Don Weis
- 1953 : La Petite Constance (Confidentially Connie) d'Edward Buzzell
- 1953 : J'aurai ta peau (I, the Jury) d'Harry Essex
- 1960 : Pour l'amour de Mike (None but the Brave ou For the Love of Mike) de George Sherman
- 1961 : Une blonde à l'abordage (All Hands on Deck) de Norman Taurog

#### Période britannique (1932-1934)
- 1932 : Rome Express de Walter Forde
- 1933 : J'étais une espionne (I Was a Spy) de Victor Saville
- 1933 : Tessa, la nymphe au cœur fidèle (The Constant Nymph) de Basil Dean

### Télévision
(séries)
- 1958-1962 : The Donna Reed Show, saisons 1 à 4, 18 épisodes
- 1961 : Hong Kong, saison unique, épisode 26 The Runaway d'Arthur Hiller

## Galerie photos

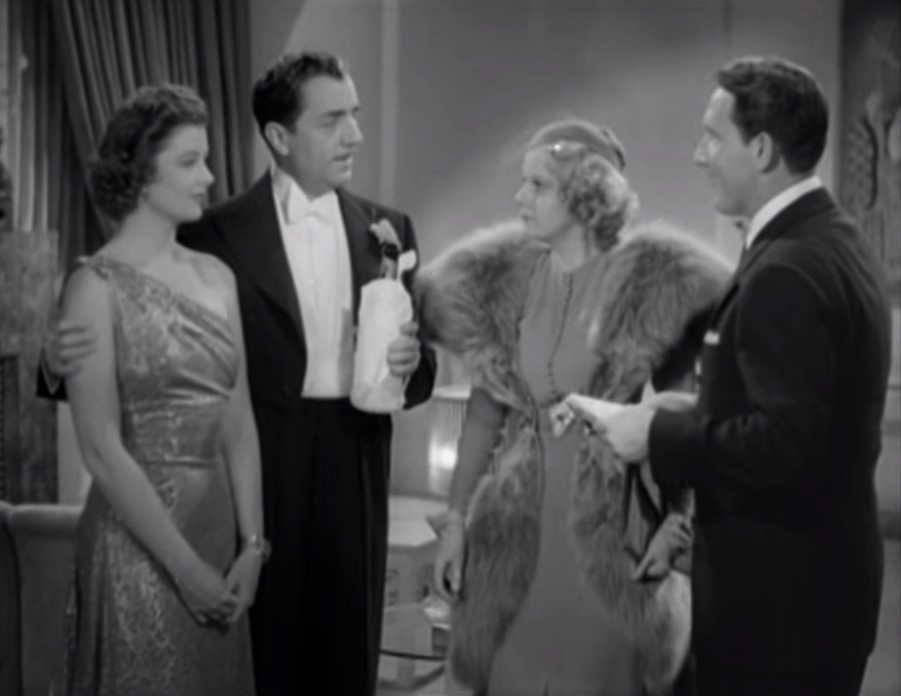
Une fine mouche (1936), avec Myrna Loy, William Powell, Jean Harlow et Spencer Tracy (de g. à d.)
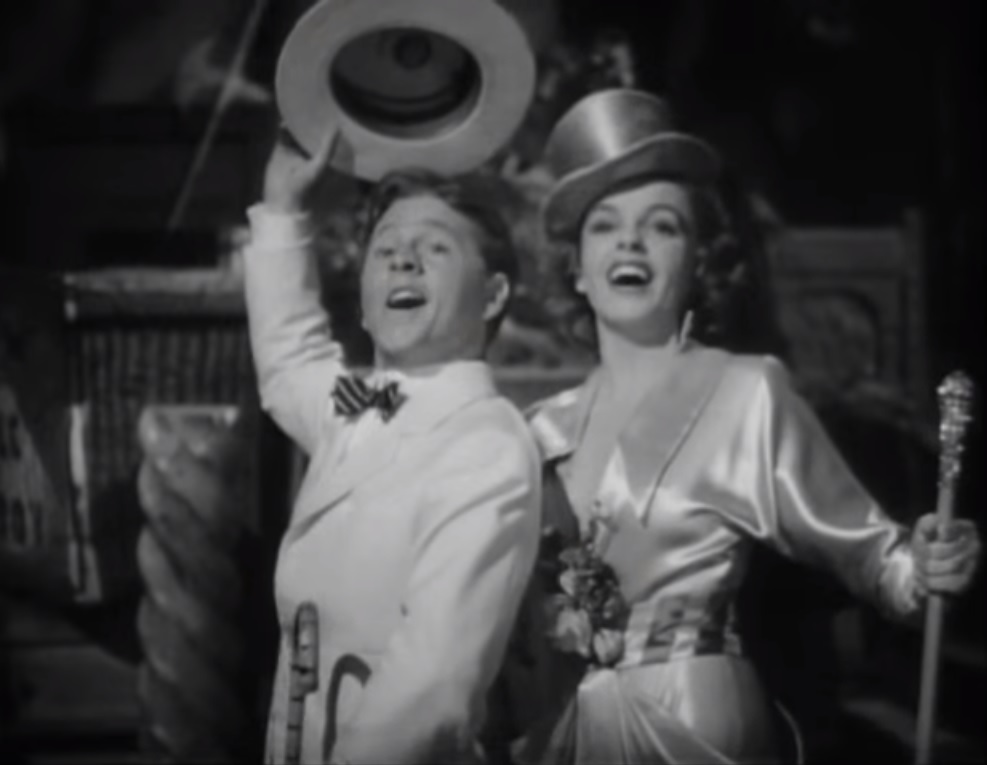
Débuts à Broadway (1941), avec Mickey Rooney et Judy Garland
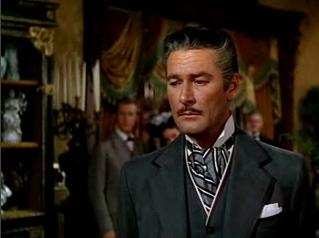
La Dynastie des Forsyte (1949), avec Errol Flynn
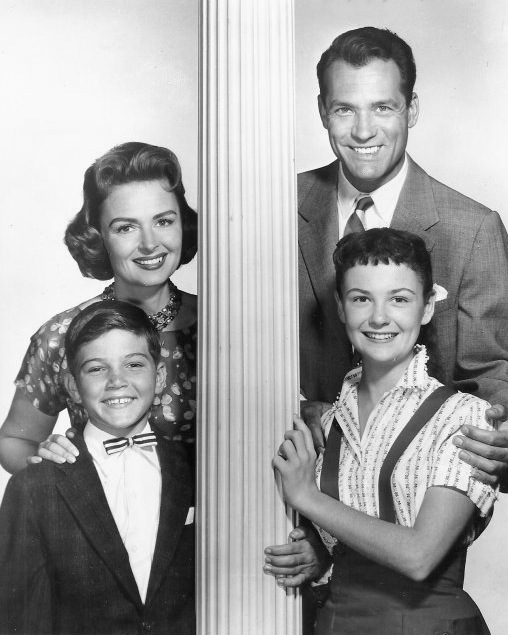
Casting en 1958 de la série The Donna Reed Show : Donna Reed, Carl Betz, Paul Petersen et Shelley Fabares (de haut en bas et de g. à d.)